# Lyncornis macrotis
El chotacabras orejudo (Lyncornis macrotis) es una especie de ave caprimulgiforme de la familia Caprimulgidae que vive en el sur de Asia. 

## Descripción

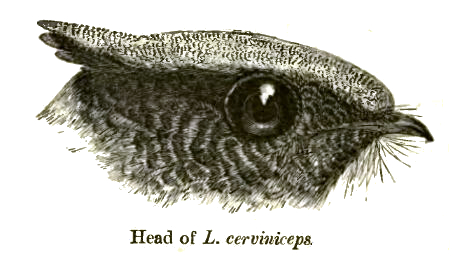
Dibujo de la cabeza.

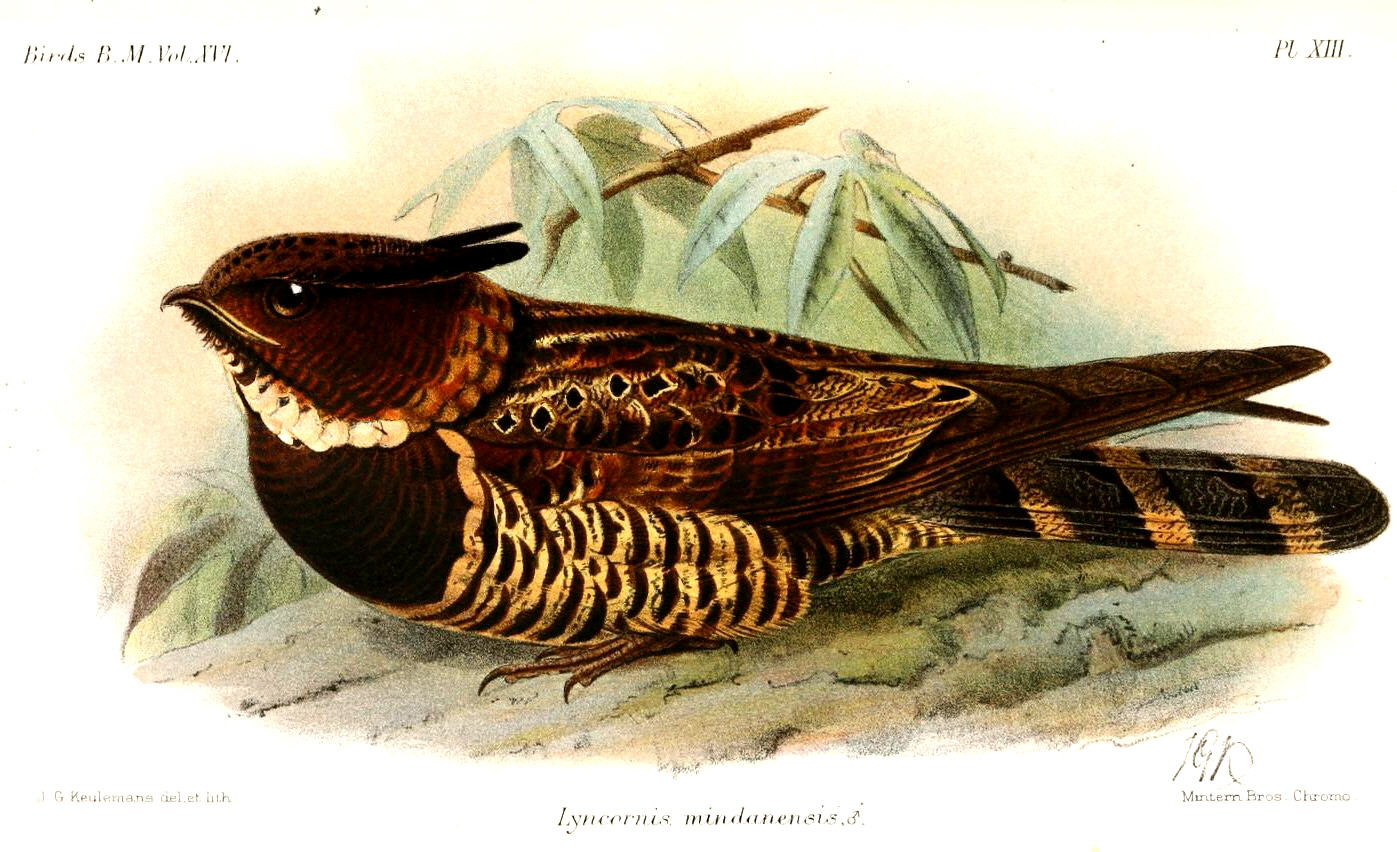
Ilustración de 1892.

Mide unos 41 cm de largo y pesa alrededor de 150 gramos. Se caracteriza por tener dos pequeños penachos en los laterales de la parte posterior de la cabeza a modo de orejas, como los búhos, que le dan a su rostro cierto aspecto de conejillo, debido además a sus grandes ojos oscuros, y que su ancho y corto pico curvado hacia abajo está parcialmente oculto por las plumas que lo circundan. Su plumaje es principalmente pardo con un fino listado más claro, aunque su píleo, espalda y vientre y flancos son de color ocre grisáceo. Además tienen una lista blanquecina alrededor del cuello a modo de collar.

## Distribución y hábitat
Se encuentra principalmente el sudeste asiático, aunque también existen poblaciones en el sur de la India, en los Ghats Occidentales, además del extremo nororiental del país. Además se distribuye por Bangladés, Indonesia, Laos, Malasia, Birmania, Filipinas, Tailandia y Vietnam. Su hábitat natural son los bosques húmedos tropicales y subtropicales.

## Comportamiento
Como los demás chotacabras están activos al anochecer y la noche. Sus llamadas son características y consisten en un agudo tsiik seguido de una pausa y un grito doble de tipo ba-haaww.

### Reproducción
El nido es un hoyo somero excavado en el suelo donde ponen un solo huevo. Los polluelos se camuflan con la hojarasca que los rodea.

## Taxonomía
Hay varias poblaciones diferenciadas como subespecies:
- la subespecie nominal macrotis (Vigors, 1831) de Filipinas;
- bourdilloni  (Hume, 1875) de los Ghats Occidentales
- cerviniceps (Gould, 1838) desde el este del Himalaya hasta Indochina y la península malaya;
- jacobsoni (Junge, 1936) de la isla Simeulue;
- macropterus (Bonaparte, 1850) de las islas Célebes, Talaud, Sangihe, Banggai y Sula